# Метод Рітвельда
Метод Рітвельда — методика обрахунку експериментальних даних розроблена та опублікована у 1969 році Гуґо Рітвельдом (Hugo M. Rietveld) для характеристики кристалічних матеріалів методом порошкової дифракції. Дифракція нейтронів чи рентгенівських променів з порошку зразків фіксується на дифрактограмах — графіках що характеризуються відбиттями (піками інтенсивностей) розташованими на певних місцях брегівських кутів, які фіксують приладом (дифрактометром). Висота, ширина і положення цих піків можуть бути використані для визначення багатьох аспектів структури матеріалів.
Метод Рітвельда використовує метод найменших квадратів для уточнення і наближення теоретичної лінії всього профілю дифрактограми до її експериментально поміряного профілю. Введення у вжиток цього методу було значним кроком вперед у методі порошкової дифракції. На відміну від інших методів, він дозволяє аналізувати кристалічні структури порошків, та отримувати надійні результати навіть з дифрактограм, у яких перекриваються відбиття від декількох окремих кристалічних фаз.
Метод вперше апробовано на дифракції монохроматичного нейтронного випромінювання, де відбиття зафіксовано у 2θ кутах Брегга. Цю методику можна використовувати однаковою мірою і до альтернативних масштабів, таких як енергія відбитих рентгенівських променів чи нейтронів, час прольоту та ін.

## Принцип

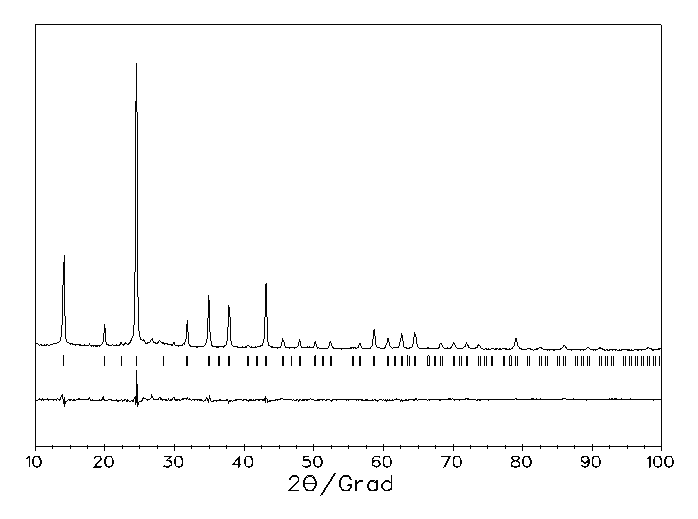
Приклад уточнення дифрактограми порошку за методом Рітвельда. Верхня крива — експериментально отримана дифрактограма, нижня крива — різниця між теоретично розрахованою за методом Рітвельда та експериментальною дифрактограмами порошку. Між ними розташовані положення бреггівських відбиттів.

Діаграму дифракції полікристалічної речовини (рентгенівського, нейтронного випромінювання) розглядають як математичну функцію залежності інтенсивності піків дифракції від кута дифракції, яка, в свою чергу, залежить від параметрів кристалічної структури та параметрів приладу. Виходячи з цього, за допомогою методу найменших квадратів проводиться уточнення інструментальних параметрів та кристалічної структури (чи структур у зразку, що містить більш як одну фазу) досягаючи при цьому найкращого припасування теоретично розрахованого профілю дифрактограми до експериментально отриманого профілю та найменшого значення факторів розбіжності.
У методі використовують принцип мінімізації функції М, яка аналізує разницю між розрахованими {\displaystyle y^{calc}} та спостережуваними {\displaystyle y^{obs}} профілями дифрактограм:
{\displaystyle M=\sum _{i}W_{i}\left\{y_{i}^{obs}-{\frac {1}{c}}y_{i}^{calc}\right\}^{2}}
де Wi — статистична вага, c — загальний скалярний фактор для {\displaystyle y^{calc}=cy^{obs}}